# 米夫林 (印地安納州)
米夫林（英語：Mifflin）是位於美國印地安納州克勞福德縣的一個非建制地區。該地的面積和人口皆未知。

## 地理
米夫林的座標為38°18′22″N 86°32′25″W / 38.30611°N 86.54028°W，而該地的平均海拔高度為155米（即509英尺）。